# Psychotria pakaraimensis
Psychotria pakaraimensis är en måreväxtart som beskrevs av Julian Alfred Steyermark. Psychotria pakaraimensis ingår i släktet Psychotria och familjen måreväxter. Inga underarter finns listade i Catalogue of Life.